# Dane Alex Bird-Smith
Dane Bird-Smith (Australia, 15 de julio de 1992) es un atleta australiano, especializado en la prueba de 20 km marcha en la que llegó a ser medallista de bronce olímpico en 2016.

## Carrera deportiva
En los JJ. OO. de Río 2016 ganó la medalla de bronce en los 20 km marcha, con un tiempo de 1:19:37 segundos, llegando a meta tras los chino Wang Zhen y Cai Zelin.